# Divisões administrativas em 1982
Nesta página encontrará referências aos acontecimentos directamente relacionados com a regiões administrativas ocorridos durante o ano de 1996.

## Eventos
- 14 de Janeiro - Adotada a bandeira do Amazonas.
- 14 de Maio - Distrito de Abreu e Lima, no estado do Pernambuco, emancipa-se da cidade de Paulista.